# Катагула (Луїзіана)
Катагула (англ. Catahoula) — переписна місцевість (CDP) в США, в окрузі Сент-Мартін штату Луїзіана. Населення — 988 осіб (2020).

## Географія
Катагула розташована за координатами 30°12′47″ пн. ш. 91°43′0″ зх. д. / 30.21306° пн. ш. 91.71667° зх. д. (30.212942, -91.716762).  За даними Бюро перепису населення США в 2010 році переписна місцевість мала площу 8,29 км², з яких 7,93 км² — суходіл та 0,35 км² — водойми.

## Демографія
Згідно з переписом 2010 року, у переписній місцевості мешкали 1094 особи в 416 домогосподарствах у складі 308 родин. Густота населення становила 132 особи/км².  Було 465 помешкань (56/км²).
Расовий склад населення:
| - 97,7 % — білих - 0,7 % — чорних або афроамериканців - 0,3 % — корінних американців - 0,1 % — азіатів |

До двох чи більше рас належало 1,2 %. Частка іспаномовних становила 0,4 % від усіх жителів.
За віковим діапазоном населення розподілялося таким чином: 26,0 % — особи молодші 18 років, 60,1 % — особи у віці 18—64 років, 13,9 % — особи у віці 65 років та старші. Медіана віку мешканця становила 38,2 року. На 100 осіб жіночої статі у переписній місцевості припадало 103,0 чоловіків;  на 100 жінок у віці від 18 років та старших — 99,5 чоловіків також старших 18 років.
Середній дохід на одне домашнє господарство  становив 40 537 доларів США (медіана — 34 410), а середній дохід на одну сім'ю — 43 986 доларів (медіана — 34 457). За межею бідності перебувало 23,8 % осіб, у тому числі 32,6 % дітей у віці до 18 років та 0,0 % осіб у віці 65 років та старших.
Цивільне працевлаштоване населення становило 252 особи. Основні галузі зайнятості: роздрібна торгівля — 29,4 %, транспорт — 21,8 %, освіта, охорона здоров'я та соціальна допомога — 15,9 %, сільське господарство, лісництво, риболовля — 15,5 %.